# Márcio Zimmermann
Márcio Pereira Zimmermann (Blumenau, 1 de juliol de 1956) és un enginyer elèctric i polític brasiler.
Va incorporar-se el 1980 a Eletrosul, subsidiària d'Eletrobras a la regió sud del Brasil. on ocuparia diversos càrrecs directius. El 2005 va ser nomenat Secretari de Planificació i Desenvolupament Energètic, dintre de l'organigrama del Ministeri de Mines i Energia. El 31 de març de 2010 va esdevenir titular del ministeri i va ocupar el càrrec fins que va finalitzar el segon mandat de Lula da Silva, l'1 de gener següent. Amb l'arribada de Dilma Rousseff, va ocupar una secretaria executiva dintre del mateix ministeri.
Va renunciar a la carrera pública per a ocupar la presidència d'Eletrosul, en els períodes d'abril a juliol de 2015 i de març de 2016 a març de 2017. El juliol de 2021 va integrar-se al grup Oliveira Energia, presidint dues de les seves filials.